# R de l'Àguila
R de l'Àguila (R Aquilae) és una estrella variable de la constel·lació de l'Àguila. Es troba a uns 780 anys llum del Sol, del qual s'allunya a una velocitat radial de 35 km/s.